# Anton Källberg
Anton Källberg (Sollentuna, 17 augustus 1997) is een Zweedse professioneel tafeltennisser. Hij speelt rechtshandig met de shakehandgreep.
Hij vertegenwoordigde zijn land op de Olympische Zomerspelen 2020 en werd vijfde met het Zweedse team.

## Belangrijkste resultaten
- Goud met het Zweedse team op de Europese kampioenschappen tafeltennis 2023.
- Brons met het Zweedse team op de Europese kampioenschappen tafeltennis 2021.
- Brons in het dubbelspel op de Europese kampioenschappen tafeltennis 2022 met dubbelpartner Jon Persson.